# 同珍地產

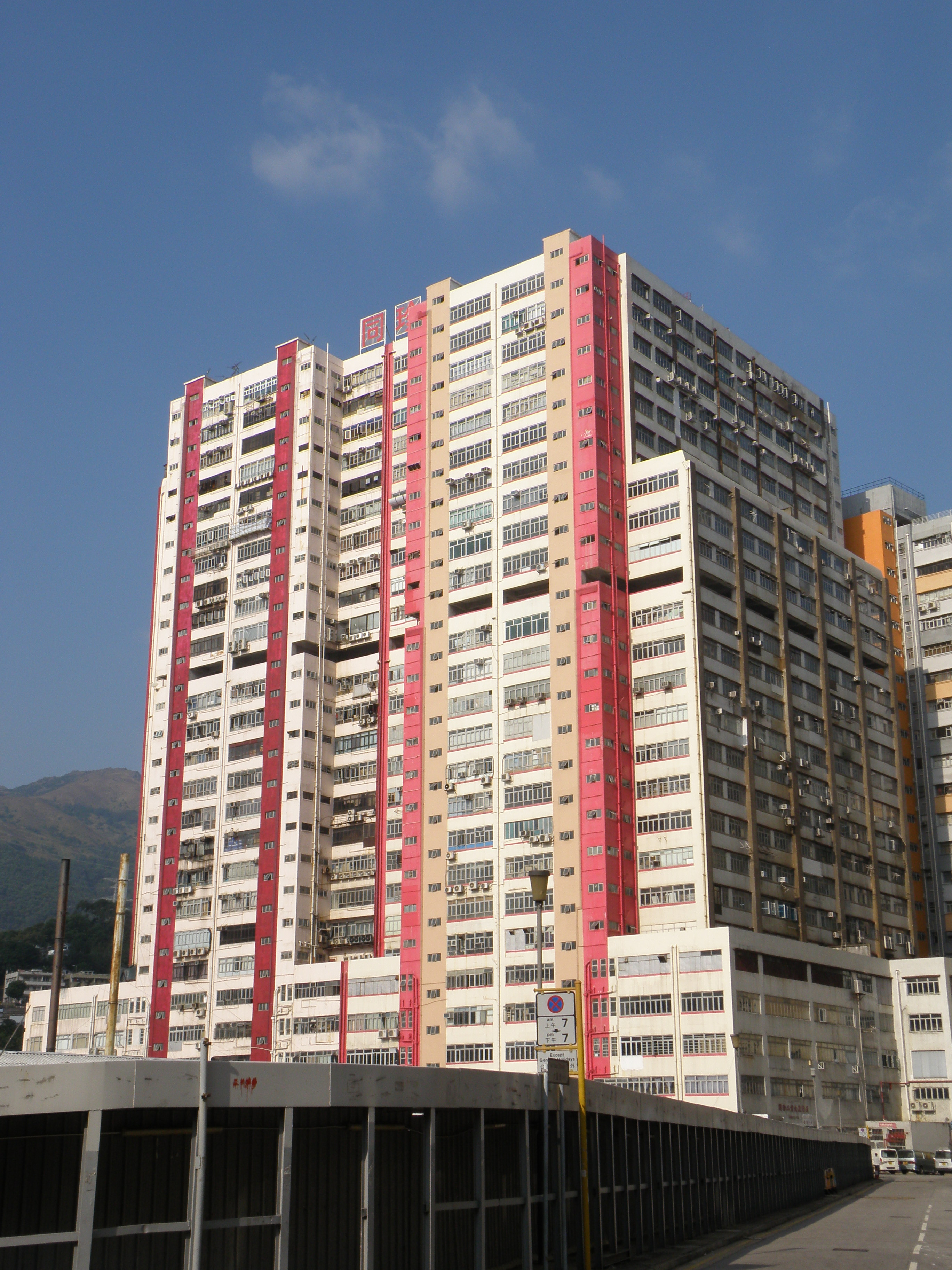
葵涌同珍工業大廈

同珍物業管理有限公司（同珍地產），其公司初期是經營同珍醬油食品的業務，但隨著香港經濟的發展，於1950年代開始發展地產的業務。目前集團8成收入來源是物業投資。

## 事件
- 非法賣樓（富雅閣）[2][3]
- 葵涌昌榮路廠房改建酒店，要求城規會取消限制，提出司法覆核獲判勝訴[4][5]

## 外部連結
- 香港同珍集團網址（页面存档备份，存于）